# Przewód słuchowy zewnętrzny

Budowa ucha ludzkiego.

Przewód słuchowy zewnętrzny (łac. meatus acusticus externus) – część ucha zewnętrznego odpowiedzialna za przekazywanie dźwięków pobranych z otoczenia przez małżowinę uszną. Rozpoczyna się otworem słuchowym zewnętrznym a kończy błoną bębenkową. Składa się z części chrzęstnej (początkowej) zawierającej włosy (łac. tragi) oraz gruczoły woskowinowe i części kostnej (pozbawionej włosów), która kończy się pierścieniem włóknistym błony bębenkowej. 
Kształt oraz długość przewodu słuchowego są zmienne gatunkowo. W skórze przewodu słuchowego są umieszczone gruczoły łojowe oraz gruczoły woskowinowe, produkujące woskowinę. Te drugie mogą stanowić przekształcone gruczoły potowe lub gruczoły łojowe (na przykład u psa).